# Lucas Biglia
Lucas Rodrigo Biglia (Mercedes, 1986. január 30. –) argentin válogatott labdarúgó. Jelenleg a Fatih Karagümrük játékosa. Posztját tekintve védekező középpályás.

## Sikerei, díjai

### Klub
Anderlecht
- Belga bajnok (4): 2006–07, 2009–10, 2011–12, 2012–13
- Belga kupagyőztes (1): 2007–08
- Belga szuperkupagyőztes (4): 2006, 2007, 2010, 2012

### Válogatott
Argentína U20
- U20-as világbajnok (1): 2005

Argentína
- világbajnoki ezüstérmes (1): 2014